# Словачки народни препород
Словачки народни препород (слч. „Slovenské národné obrodenie“) је назив покрета који је довео до обликовања националне свести Словака и до формирања савремене словачке нације. Трајао је од 1780. до 1848. а поједини историчари сматрају да је трајао све до 1867. године. Словачка је у то време била саставни део Краљевине Угарске, односно Хабзбуршке монархије.

## Предуслови за настанак покрета
Идеје просветитељства, које су се у другој половини 18. века брзо шириле у интелектуалним круговима Хабзбуршке монархије, као и реформистичка стремљења цара Јосифа II у осамдесетим годинама 18. века, дали су снажан подстрек националном буђењу Словака. Овај процес је био одређен пре свега, чињеницом да су Словаци дуго били под мађарском влашћу, која је кочила развој њихове националне културе и ометала коришћење њиховог језика.
У 17. и 18. веку се на подручју данашње Словачке уз латински, који је био литургијски језик католичке цркве и државни језик Угарске, користио и чешки језик, али и западнословачки и средњословачки дијалект као књижевни језик.
Спречавани од стране мађарских власти у својим настојањима да стандардизују свој језик и пишу на њему, Словаци су од 15. века, прецизније након Хуситских ратова и првог превода Библије на чешки — Краличке библије (чеш. „Bible kralická“) прибегавали коришћењу њима блиског чешког језика. До покушаја да се установе писменост и књижевност на словачком језику дошло је у 17. веку, али ти покушаји нису били довољно снажни, тако да су тек крајем 18. века написани прва граматика и први речник словачког језика.

## Развој покрета
Активности словачких интелектуалаца, актера националног препорода (свештеника, књижевника, филолога, културних посланика) односиле су се пре свега на културу и просвету, али је покрет имао и снажну политичку димензију. Оснивана су национална удружења и вођена је борба за национална права. Значајне активности односиле су се на кодификацију и стандардизацију словачког књижевног језика. Требало је успоставити језичку норму прихватљиву за све Словаке, без обзира на вероисповест и разумљиву за све, без обзира на локални дијалект, којим су говорили.
Процес националног буђења Словака компликовала је језичка подвојеност, заснована на конфесионалној подели на католике и протестанте (евангелике). Протестанти су користили чешки превод Библије, па су се и у литургији служили чешким језиком. У овај литургијски језик је постепено ушло доста словачких елемената, чиме је настао тзв. словакизирани чешки. Протестантски интелектуалци су сматрали да сви Словаци треба да усвоје словакизирани чешки као свој књижевни језик. Они су заузели став, да су Словаци и Чеси два дела једног истог „чехословачког“ народа и дуго нису видели потребу за засебним словачким књижевним језиком. За разлику од протестаната, словачки католици су у литургији користили искључиво латински. У време националног буђења се код дела католичког свештенства и интелектуалаца јавља жеља, да се Библија учини доступном верницима на језику, који би они разумели. Ипак, католици нису желели да попут протестаната прихвате чешки превод Библије и од самог почетка су тежили кодификацији словачког књижевног језика.
Национални препород Словака се дели на три развојна периода. У првом је дошло до покушаја кодификације књижевног језика, за други је карактеристична сарадња са другим Словенима а у трећем је извршена успешна, општеприхваћена кодификација књижевног језика и интензивирана је политичка борба за национална права Словака у Аустријском царству.

### Први период (1780—1820)
У првом периоду националног препорода словачка интелигенција се углавном бавила оснивањем националних институција, издавањем књига и просветним активностима у народу. Прва историја словачког народа објављена је 1780. године, а 1783. почињу да излазе прве словачке новине — Пожунске новине (слч. „Prešpurské niviny“).
Прве покушаје да се словачки језик стандардизује учинио је 1763. године Ромуалд Хадбавни, а касније, 1781. и Јозеф Игнац Бајза, да би тек Антон Бернолак спровео 1787. прву релативно успешну кодификацију. Он је норму словачког књижевног језика засновао претежно на западнословачком дијалекту, који се користио на Универзитету у Трнави, тадашњем културном центру словачких католика. Већина католика је прихватила ови језичку норму и користила је до 1851. године. У Трнави су 1792. године Бернолак и његови следбеници (посебно Јурај Фандли) основали Словачко учено друштво (слч. „Slovenské učené tovarišstvo“) са испоставама по целој Словачкој. Ово друштво се бавило издаваштвом на Бернолаковој варијанти словачког књижевног језика, а имало је за циљ ширење књижевности, културе и просвећености на том језику. Слична удружења ницала су тада и у другим словачким местима а оснивали су их интелектуалци обе вероисповести.
Протестантски интелектуалци нису прихватили овако стандардизован језик и наставили су да користе словакизирану варијанту чешког. Године 1785. основано је Словенско друштво (лат. „Societas Slavica“), које је ујединило национално освешћене протестантске интелектуалце, али је након годину дана престало са радом. Протестанти су 1803. године на Евангеличком лицеју у Пожуну (данашња Братислава) основали Устав језика и књижевности чешко—словачке (слч. „Ústav reči a literatúry českoslovanskej“) где се изучавао и „чехословачки језик и књижевност“ под вођством професора Јураја Палковича.

### Други период (1820—1835)
Друга генерација препородитеља морала је у првом реду да се бори против притисака мађаризације, наметнуте од тадашњих угарских власти. У том смислу се сарадња са осталим словенским народима показала као добар пут одбране пред ширењем мађарског утицаја.
Најзначајнији протестантски представници другог раздобља препорода били су Јан Колар (1793—1852) и један од оснивача савремене славистике Павел Јозеф Шафарик (1795—1861). Шафарик је у најбољим својим годинама био директор и професор Српске велике православне гимназије у Новом Саду а касније директор Универзитетске библиотеке у Прагу. Обојица су студирала у Немачкој, где су се надахњивали идејама покрета за немачко уједињење, те су касније имали панславистичка убеђења. Као и већина панслависта тог времена, сматрали су да су сви Словени један народ. Били су присталице чешко—словачког језичког јединства, као и протестантски интелектуалци из првог раздобља препорода.
Међу католицима најважнији представник националног препорода тога доба био је надбискуп Александер Руднај. Католици и протестанти су покушали да се уједине у борби против мађаризације, па су оснивали заједничка удружења. Године 1826. је у Пешти основано Словачко читалачко друштво (слч. „Slovanský čitateľský spolok“) а касније, у Будиму 1834. године под вођством протестанта Јана Колара и католика Мартина Хамулијака Друштво љубитеља словачког језика и књижевности (слч. „Spolok milovníkov reči a literatúry slovenskej“). Ово друштво је издавало како списе на Бернолаковом словачком, тако и на словакизираном чешком. Велики број текстова, који су се бавили проблемом мађаризације нису могли да прођу строгу цензуру угарских власти, па су објављивани у иностранству као анонимни списи.
У ово раздобље смешта се и почетак словачког позоришта и драме, обзиром да је 1830. године основано прво словачко аматерско позориште у месту Липтовски Микулаш.

### Трећи период (1835—1848)
Трећа генерација препородитеља звана још и младословаци успела је да коначно уједини две супротстављене струје и изврши кодификацију словачког књижевног језика. На њихове ставове је нарочито утицала борба између Пољака и Руса односно пољски устанак против руске власти 1830—1831, што их је довело до закључка да не постоји јединствена словенска нација, како су веровали панслависти. Тиме се дефинитивно одустало од идеје панславизма у њеном екстремном облику и она је замењена знатно блажом идејом словенске узајамности.
Средиште младословака био је Евангелички лицеј у Пожуну, на коме се половином тридесетих година 19. века формирала нова генерација препородитеља. Године 1829. је на овом лицеју основано Чешко—словачко друштво (слч. „Spoločnosť česko—slovanská“) као аутодидактичко друштво, будући да је у Угарској било забрањено политичко удруживање. На челу Друштва био је најпре Јурај Палкович, а од 1835. године Људовит Штур, који је био заменик професора Палковича на катедри чешко—словачког језика и књижевности.
У духу тадашњих напредних европских политичких идеја Штур и његови сарадници одбацили су систем Свете алијансе, феудализам, апсолутизам, привилегије племства и мађаризацију. Захтевали су суверенитет народа и принцип уставности. Успостављали су контакте са подједнако радикално оријентисаним студентским кружоцима у другим словенским срединама. Велику пажњу посветили су народној култури и животу непривилегованих класа, којима су се обраћали. Међу задацима које је Друштво себи доделило, били су просветни рад у словачком народу и издавачка делатност. Штурови следбеници су оснивали вечерње школе, али и кредитне задруге, како би могли да помогну словачком народу не само у културно—образовном, већ и у материјалном погледу. Године 1837. власти забрањују рад Чешко—словачког друштва, а радикални Словаци оснивају друштво Узајамност (слч. „Vzájomnosť“), које је за свој циљ имало спровођење грађанске револуције и федерализацију Угарске.
Крајем тридесетих година 19. века појачана су настојања угарских власти око мађаризације, посебно у протестантским подручјима. Штурови следбеници су на то реаговали двема петицијама упућеним цару (1842. и 1844. године) али без већег успеха. Штуру је због тога на захтев угарских власти, црквена управа Евангеличког лицеја одузела право да предаје. Многи студенти су тада из протеста напустили школу а већи део њих је прешао у Љевочу. Међу студентима, који су напустили лицеј био је и Јанко Матушка, који је том приликом написао текст данашње словачке државне химне Изнад Татри сева (слч. „Nad Tatrou sa blýska“).

#### Штурова кодификација језика
Притисак мађаризације је у коначном резултирао схватањем протестантских интелектуалаца предвођених Штуром, да је неопходно уједињење словачког народног покрета. Они напуштају идеју јединственог чехословачког народа и прихватају став католичких препородитеља, да Словаци чине етничку групу различиту од Чеха и да као такви имају потребу за својим засебним књижевним језиком.
Године 1843. Људовит Штур са својим присталицама кодификује нови словачки књижевни језик. Заснован је на средњословачком дијалекту и заменио је дотадашњу двојну употребу словакизираног чешког и Бернолакове варијанте словачког. Средњословачко наречје је за основ изабрано пре свега због његове распрострањености, изворности и разумљивости. 11. јула 1843. године Штур посећује евангеличког свештеника Јозефа Милослава Хурбана у његовом парохијском дому у месту Хлбоке. Тамо је договорен правопис и поступак увођења нове језичке норме у праксу. Дана 17. јула исте године у Доброј Води они посећују Јана Холог, католичког свештеника, писца и преводиоца, значајног представника Бернолакове језичке норме. Овај велики ауторитет даје благослов за увођење новог језичког стандарда. Са друге стране велики број Бернолакових следбеника у почетку не прихвата овај договор. Ипак, 1847. ће се и они придружити споразуму, а 1851. ће то учинити и старији нараштај протестантских препородитеља.

#### Догађаји после кодификације
Године 1844. основано је прво надконфесионално словачко друштво Татрин (слч. „Tatrín“). Имало је за циљ ширење новоустановљеног књижевног језика. У августу те године заседала је оснивачка скупштина друштва у Липтовском Микулашу, на којој је Штур изабран за члана председништва. Годину дана касније он после вишегодишњих напора успева да добије сагласност бечког двора за издавање Словачких народних новина (слч. „Slovenskje národňje novini“) са књижевним додатком Орао татрански (слч. „Orol tatránski“). Својим садржајем новине су биле усмерене на просветну делатност и социјална права, информисале су читаоце о културном стваралаштву Словака и осталих Словена а доносиле су и актуелне чланке о политичкој ситуацији у земљи и иностранству.
Новине су биле цензурисане од стране државног цензора.
Године 1846. Штур је написао граматику словачког језика и више филолошких радова о словачким говорима, правопису и другим питањима словакистике. На новом књижевном језику почињу да се објављују књиге, новине и часописи. Године 1852. излази граматика словачког језика Мартина Хатале, написана према строжим научним критеријумима. Ова граматика биће узимана као образац граматичке норме словачког језика све до појаве модерних нормативних граматика, правописа и речника у 20. веку.
Крајем 1847. године Штур је изабран за посланика Угарског земаљског сабора у Пожуну за град Звољен. Тамо је по први пут представио словачки политички програм, који је објављен и у Словачким народним новинама. Тражио је укидање кметства, равноправност пред законом и гаранцију основних националних права за Словаке.
У револуционарну 1848. Словаци су ушли уједињени, са целовитим и напредним политичким програмом. Овај програм је под називом Захтеви словачког народа (слч. „Žiadosti slovenského národa“) објављен 11. маја 1848. у Липтовском Микулашу. Упућен је угарској влади и скупштини. У њему су поновљени ранији захтеви за решење националног питања, али и захтеви за демократизацију земље и социјалну правду. Тражено је да Угарска буде држава равноправних народа, који би били равномерно заступљени у парламенту. Истакнути су и захтеви за решење питања школства и службене употребе језика, за укидање кметства, спровођење аграрне реформе и увођење општег бирачког права. Тражене су слобода окупљања и слобода штампе. Због отпора мађарских владајућих кругова, захтеви нису испуњени.

## Ситуација после препорода (1848—1918)
Након неуспеле револуције 1848—1849. у Хабзбуршкој монархији ступа на снагу (од 1851. године) Бахов апсолутизам са својом политиком централизације и германизације. Овај период завршио се 1860. доношењем Октобарске дипломе, којом је цар Франц Јозеф објавио нови устав аустријске царевине и означио почетак раздобља уставних реформи. Словачка културна и политичка елита искористила је наступајући период попуштања бечког двора и тренутну ослабљеност мађарских власти, да промовише своје националне циљеве.
Град Мартин постаје нови центар словачког националног покрета. Овде је 1861. проглашен Меморандум словачког народа (слч. „Memorandum národa slovenského“). То је програмски документ словачких културно—политичких захтева, усвојен на Словачком народном сабору (слч. „Slovenské  národné zhromaždenie“) одржаном од 6. до 7. јуна 1861. у Мартину, на коме је било присутно 5 до 6 хиљада људи — посланика из свих крајева Словачке. Меморандумом су тражени уставни закони, који би омогућили признавање Словака за конститутиван народ Угарске. Истакнути су захтеви да се Словацима дозволе грађанска права, територијална аутономија, могућност употребе словачког језика као службеног у администрацији, судству и школству. Тражено је и да се дозволи оснивање Матице словачке. Меморандум је упућен угарском парламенту а након што га је овај одбацио упућен је директно бечком двору. Ни цар није прихватио захтеве Меморандума, али је ипак касније дозољено оснивање Матице словачке (основана 1863. године) и три словачке гимназије.
Године 1867. долази до Аустро—угарске нагодбе и успостављања двојне монархије Аустроугарске. Од тада је у Угарској притисак мађаризације нарочито интензивиран. Мађарски језик је проглашен за службени а 1868. је његово изучавање постало обавезно у свим школама. Године 1875. је од стране мађарских власти затворена Матица словачка а њену зграду и сав иметак конфисковала је мађарска влада. Пре тога су укинуте све словачке гимназије. Након тога претње мађаризације су настављене и спровођене на разне начине све до краја Првог светског рата и оснивања Чехословачке. Нарочито тешка ситуација била је после доношења Апонијевих школских закона (лат. „Lex Apponyi“) 1907. године. Ови закони су свели изучавање словачког језика у народним и црквеним школама на максимално дозвољен један час недељно а наставни језик осталих предмета је морао да буде мађарски. Биле су то двојезичне тзв. мађарско—словачке школе, а чисто словачких школа није било. Али и број двојезичних школа је био у сталном опадању у корист чисто мађарских школа. Године 1907. било је 437 двојезичних школа, док је до 1918. овај број опао на свега 276.